# Strážske
Strážske és una ciutat d'Eslovàquia. Es troba a la regió de Košice, a l'est del país.

## Història
La primera referència escrita de la vila data del 1337.

## Demografia
| Godina             | 1994 | 2004   | 2014   | 2024   |
| ------------------ | ---- | ------ | ------ | ------ |
| Nombre de persones | 4427 | 4455   | 4398   | 4166   |
| Diferència         |      | +0,63% | −1,27% | −5,27% |

| Godina             | 2023 | 2024   |
| ------------------ | ---- | ------ |
| Nombre de persones | 4191 | 4166   |
| Diferència         |      | −0,59% |

## Ciutats agermanades
- Nieporęt, Polònia
- Drahanská Vrchovina, República Txeca
- Dolna Bània, Bulgària